# تفنگ پیرابین

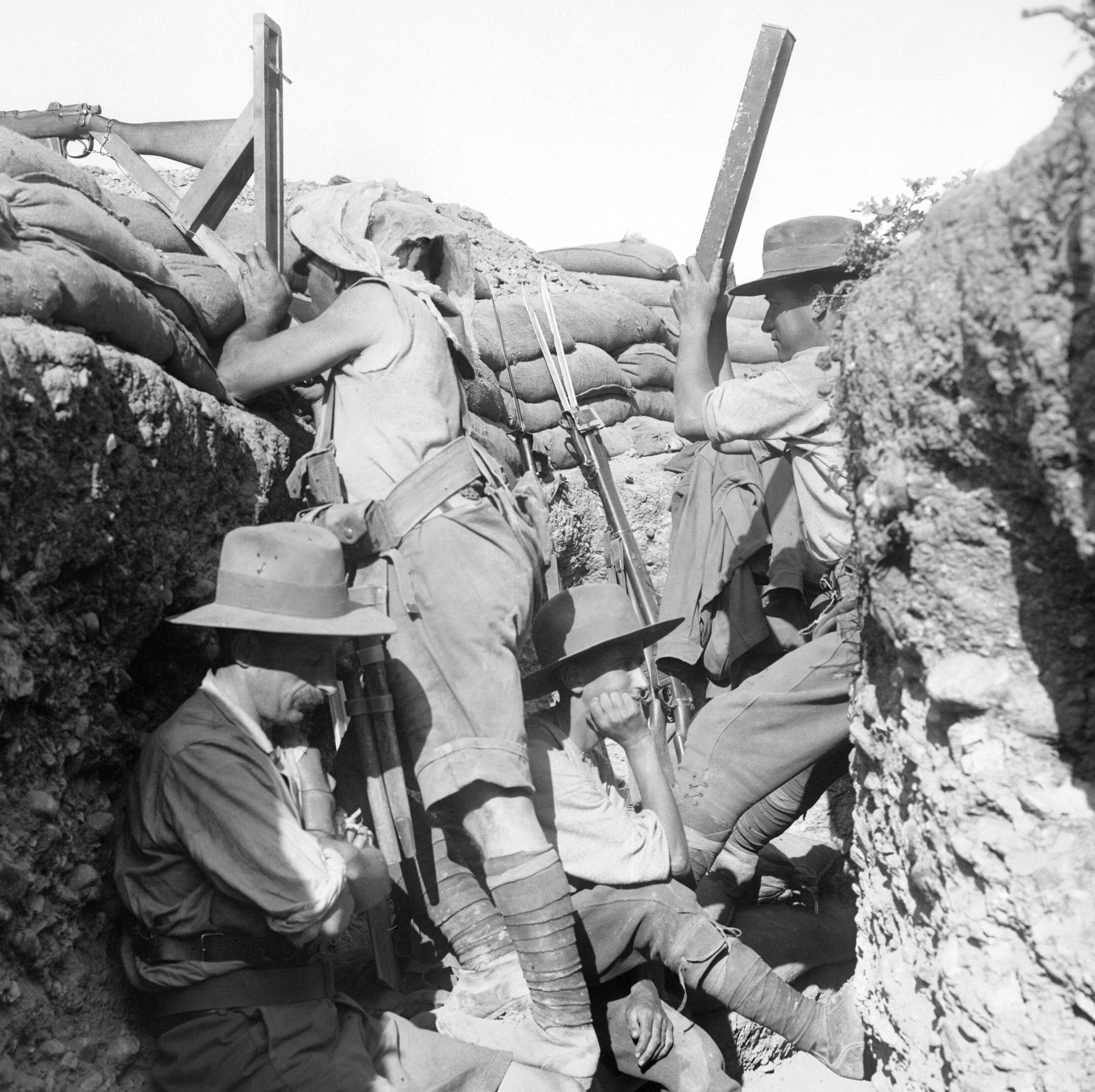
یک سواره‌نظام سبک استرالیایی در حال استفاده از تفنگ پیرابین، گالیپولی، ۱۹۱۵. عکس از ارنست بروکس.

تفنگ پیرابین (انگلیسی: Periscope rifle) نوعی تفنگ گلوله‌زنی است که به گونه‌ای تغییر داده شده تا بتوان با کمک یک پیرابین هدف‌گیری کرد، بدون آن‌که شلیک‌کننده سر خود را از پناهگاه بیرون بیاورد. این وسیله در واکنش به شرایط سنگرنشینی جنگ جهانی اول به‌طور مستقل توسط چندین نفر اختراع شد. گرچه مشخص نیست کدام ارتش برای نخستین‌بار از آن استفاده کرد، اما این سلاح‌ها تا پایان سال ۱۹۱۴ در میدان نبرد به‌کار گرفته می‌شدند.
دستگاه‌هایی مشابه نیز برای مسلسل‌ها طراحی شدند و در سال ۱۹۱۶ نمونه‌ای مشابه برای اسلحه دستی ثبت اختراع شد.

## پیرابین یولتن

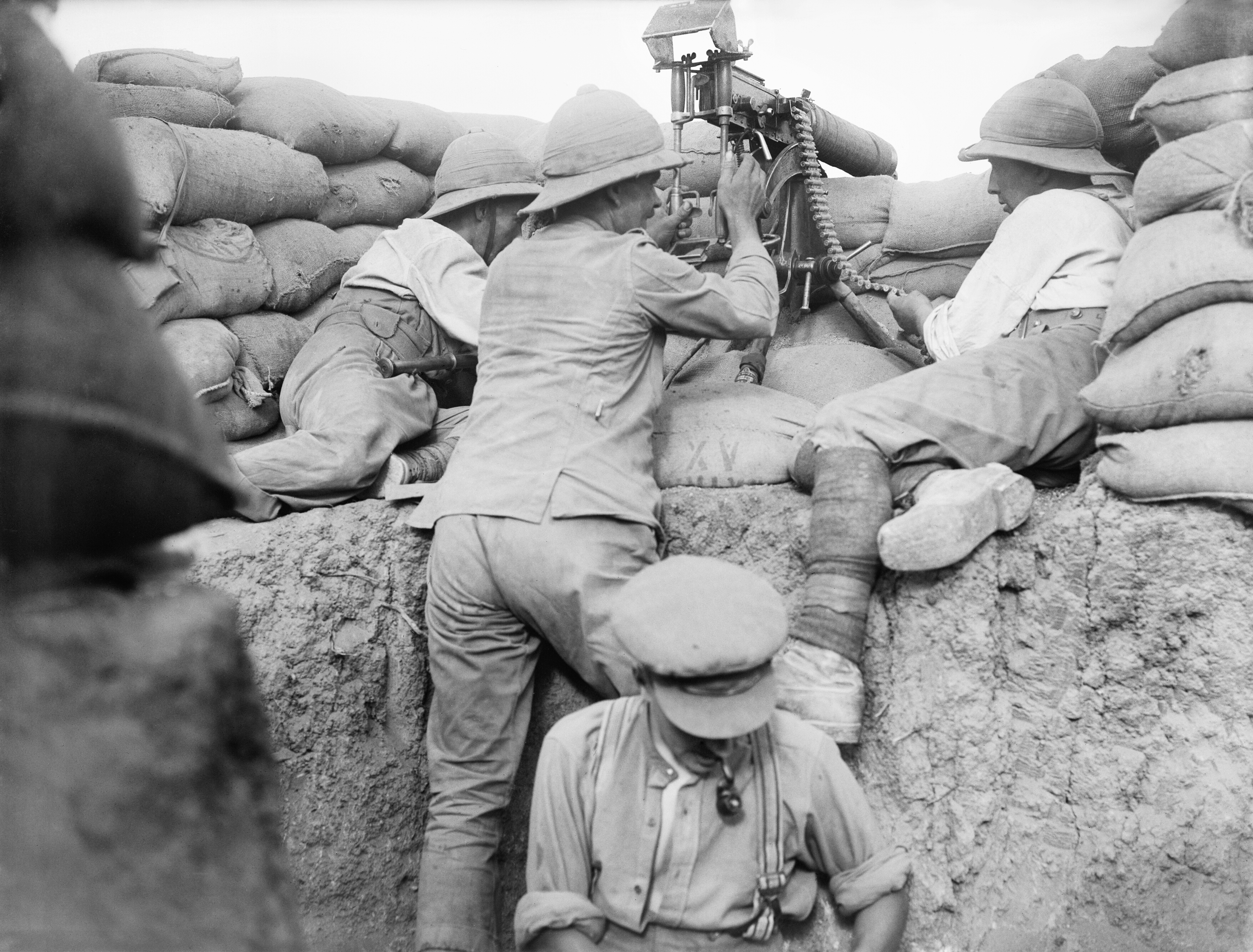
پیرابین مدل دوم «اختراع ثبت‌شده یولتن» در حال استفاده با مسلسل ویکرز در نزدیکی بغداد (۱۹۱۷).

نخستین وسیلهٔ نصب‌شدنی برای هدف‌گیری پیرابینی، «پیرابین یولتن» بود که توسط ویلیام یولتن اختراع شد. نسخهٔ ابتدایی آن در سال ۱۹۰۳ آزمایش شد و نخستین ثبت اختراع آن به سال ۱۹۱۴ بازمی‌گردد. بُرد نهایی آن حدود ۶۰۰ یارد بود.

## تفنگ پیرابین بیچ

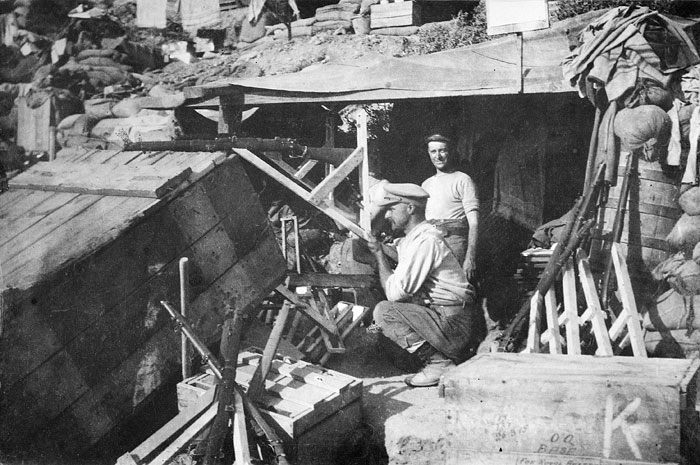
ویلیام بیچ با اختراع خود، مه ۱۹۱۵.

گونه‌ای از تفنگ پیرابین در مه ۱۹۱۵ و طی نبرد گالیپولی توسط یک سرباز استرالیایی به نام لانس‌کُرپورال (و سپس گروهبان) ویلیام بیچ (۱۸۷۵–۱۹۲۹) ساخته شد که در زندگی غیرنظامی، سرکارگر ساختمان بود. بیچ که در آن زمان در گردان دوم استرالیا از نیروی اعزامی سلطنتی استرالیا خدمت می‌کرد، تفنگ لی–انفیلد مدل .۳۰۳ را با بریدن قنداق به دو نیمه تغییر داد. سپس با نصب تخته‌ای دارای آینه پیرابین، دو نیمه را دوباره متصل کرد. همچنین، یک نخ برای کشیدن ماشه تعبیه کرد تا تفنگ از زیر لبهٔ سنگر شلیک شود. به‌گفتهٔ یک سرباز وظیفه به نام جان آدامز که با بیچ خدمت می‌کرد، این ایده زمانی به ذهن بیچ رسید که صحنهٔ کشته‌شدن سربازان هم‌سنگرش با شلیک به سر را دید.
این اختراع بی‌درنگ توسط سایر اعضای سپاه ارتش استرالیا و نیوزیلند (ANZAC) تقلید شد و در شرایط دشوار سنگرهای گالیپولی کاربرد گسترده‌ای یافت، به‌ویژه در نقاطی مانند پست کویین که فاصلهٔ سنگرها به کمتر از ۵۰ متر می‌رسید. بنا به گفتهٔ یکی از شرکت‌کنندگان در عملیات گالیپولی، استفاده از تفنگ‌های معمولی در طول روز کنار گذاشته شد و تفنگ‌های پیرابین جایگزین آن‌ها شدند.
گرچه دقت آن نسبت به تفنگ لی–انفیلد اصلی کمتر بود، ولی به‌گفتهٔ کتاب رسمی «تاریخ استرالیا در جنگ ۱۹۱۴–۱۹۱۸»، برد مؤثر آن حدود ۲۰۰ تا ۳۰۰ یارد برآورد شده است. آزمایش انجام‌شده در یک مستند تلویزیونی نشان داد برد مؤثر آن حدود ۱۰۰ یارد است، اما به‌دلیل نزدیکی سنگرهای ترک‌ها و متفقین در گالیپولی، این کاستی مشکلی ایجاد نمی‌کرد.
بعدها تفنگ‌های پیرابین در خط تولیدهای ساده در ساحل خلیج آنزاک ساخته شدند. فیلد مارشال ویلیام بردوود این اختراع را در طول نبرد گالیپولی بسیار مهم ارزیابی کرد. در سال ۱۹۲۱، دفتر جنگ بریتانیا جایزه‌ای معادل ۱۰۰ پوند به بیچ پرداخت کرد.

## سایر تفنگ‌های جنگ جهانی اول

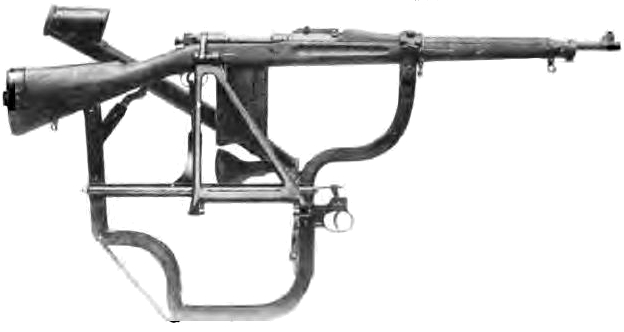
پیرابین مدل الدر نصب‌شده بر تفنگ اسپرینگفیلد ام۱۹۰۳ آمریکایی (۱۹۱۸) با خشاب ۲۵ تیری.

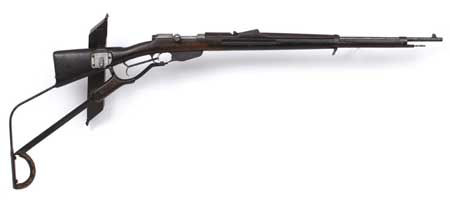
تفنگ پیرابین هلندی M.95

دو نسخهٔ پیرابینی از تفنگ لی–انفیلد در سپتامبر ۱۹۱۵ ثبت اختراع شدند. اولی توسط جِی. ای. چَندلر طراحی شد و می‌توانست با یک سازوکار پیچیده، بدون جداسازی، کل خشاب را شلیک کند. دومی توسط جی. جرارد طراحی شده بود. پس از آن، طرح ای.سی. رابرت مارکس در ۱۹۱۶ و طرح‌های ام.ای. رجینالد و اس.جی. یانگ در ۱۹۱۸ ارائه شدند.
در جبهه غربی ، تفنگ‌های پیرابین توسط نیروی زمینی بلژیک، نیروی زمینی بریتانیا و نیروی زمینی فرانسه استفاده شدند. در جبهه شرقی، نسخهٔ پیرابینی از تفنگ موسین–ناگانت در اختیار نیروی زمینی امپراتوری روسیه بود.
در ایالات متحده، چند مدل پیرابینی از تفنگ اسپرینگفیلد ام۱۹۰۳ از جمله «الدر» و «کامرون-یاگی» طراحی شد. مدل کامرون-یاگی در ۱۹۱۴ ساخته شد اما توسعهٔ آن با آتش‌بس ۱۱ نوامبر ۱۹۱۸ پایان یافت. این مدل نیاز به هیچ تغییر دائمی در تفنگ نداشت و دارای مکانیزمی برای کار با گلنگدن و همچنین یک دوربین تفنگ با بزرگنمایی ۴ برابر بود. تنها حدود ۱۲ عدد از این مدل ساخته شد.
مدل‌های کامرون-یاگی و الدر می‌توانستند به خشاب ۲۵ تیری مجهز شوند تا بدون نیاز به پایین آوردن تفنگ برای پر کردن مجدد، شلیک‌های متوالی بیشتری انجام دهند. یکی دیگر از طراحی‌های ابتکاری آمریکایی، تفنگ پیرابین «گویبرسون» بود که دارای قنداقی متحرک با پیرابین داخلی بود.
هلندی‌ها نیز تفنگ M.95 "لوپخراف‌خویر" (تفنگ سنگری) را بر پایهٔ تفنگ نظامی مانلیشر هلندی طراحی کردند که از ۱۹۱۶ تا جنگ جهانی دوم در ارتش سلطنتی هلند استفاده می‌شد.